# Ptilodactyla amamioshimana
Ptilodactyla amamioshimana is een keversoort uit de familie Ptilodactylidae. De wetenschappelijke naam van de soort is voor het eerst geldig gepubliceerd in 1963 door Nakane.